# توماس أ. رو
توماس أ. رو (بالإنجليزية: Thomas Anderson Roe, Jr.)‏ هو شخصية أعمال أمريكي، ولد في 1927، وتوفي في 2000.